# Крестовые братья
Крестовые братья — люди, заключившие союз на вечную дружбу, закрепив его обменом нательными крестами. Является христианским переосмыслением очень древнего обычая побратимства (посестримства), восходящего к античному периоду. Он символизировал родство по духу людей, переживших вместе какие-то скорби. Иногда оно ставилось выше родства по крови. Было распространено среди западных, восточных и южных славян. Например, у поморов: «В старые времена, бывало, живут два помора между собой в ладу большом и согласии, словно братья родные, поровну делят радости и горести, выручают друг друга в бедах, вместе ходят на промыслы и дружно обрабатывают скудную северную землю. А для теснейшего скрепления уз, обменяются товарищи крестами, при крещении священником на них надетыми. Именуют тогда их „братьями крестовыми“, ибо они братосотворились. С того времени всеми признавалось родство их, не уступающее по степени кровному».

## Крестовые братья в культуре

### В художественном кино
Россия молодая (1981—1982) — 9-серийный телевизионный художественный фильм Ильи Гурина об эпохе Петра I. Экранизация одноимённого романа Юрия Германа.
«Идио́т» («Идіотъ») — российский драматический телесериал режиссёра Владимира Бортко, снятый по одноимённому роману Фёдора Достоевского.